# Lanoo
Lanoo (persiska: لانو, Lānū) är en ort i Iran.   Den ligger i provinsen Khorasan, i den östra delen av landet, 900 km öster om huvudstaden Teheran. Lanoo ligger 1 381 meter över havet och antalet invånare är 342.
Terrängen runt Lanoo är huvudsakligen kuperad, men österut är den bergig. Runt Lanoo är det glesbefolkat, med 12 invånare per kvadratkilometer. Närmaste större samhälle är Mākhūnīk, 12,4 km väster om Lanoo. Trakten runt Lanoo är ofruktbar med lite eller ingen växtlighet.